# Ligeruela (uva)
La Uva ligeruela es una variedad de uva autóctona, propia de la Sierra de Gredos en España. La localidad de Pedro Bernardo mantiene un arraigo especial y la mayor presencia de cepas antiguas de esta variedad en viñas particulares de su término municipal. En este municipio se elabora un vino pasificado monovarietal, el célebre Ligeruelo, único en la región.  
Se conoce la existencia de cepas en muy inferior número, casi testimonial, en otros pueblos limítrofes como Gavilanes, San Esteban del Valle o Santa Cruz del Valle

## Localización geográfica
Para encontrar el último reducto de esta uva autóctona de la cara sur de Gredos, debemos atravesar el Valle del Tiétar abulense hasta llegar a Pedro Bernardo. Este pueblo ha sido siempre famoso por la producción de vino ligeruelo, entre muchos otros productos. Y aunque hoy la uva ligeruela está en vías de desaparición, las economías domésticas rurales de Pedro Bernardo suelen contar con unas cuantas cepas para autoconsumo. 

## Descripción
La uva ligeruela es una uva pequeña, redonda y de color verde - amarillo en la madurez. Su sabor es dulce con una alta concentración de azúcares. Para obtener su genuino sabor ha de cultivarse en una tierra no demasiado rica en nutrientes, en suelo principalmente silíceo y con una gran exposición al sol. Se cultiva en secano para aportar las características propiedades del vino que con ellas se produce. Se suele cultivar en viñedos irregulares de cepas que extienden sus ramas sobre lanchas de piedra en las laderas solanas de la montaña, generalmente entre los 600 y los 850 metros de altitud. 
Al cultivo en bancales sobre suelo de berrocal granítico, que ofrece una uva con menor contenido en agua, se le complementa con el secado parcial de la uva sobre los zardos de mimbre, o paseras especialmente confeccionadas desde antiguo para este propósito y el secado de otras frutas. Los zardos cargados de racimos de uvas se exponen al sol durante las últimas semanas del verano para concentrar aún más los azúcares de por sí generosos de esta uva. 
A menudo las cepas bravías de lo que un día fueron viñedos domésticos surgen entre las grietas de lancheras y berrocales agonizando ante su inminente desaparición.

## Vino ligeruelo
Este vino dulce, similar al Pedro Ximénez pero con un sabor más intenso, se elabora en tinaja de barro y rara vez se logra conservar más de uno o dos años, siendo necesario consumo inmediato una vez fermentado. Se le suele llamar también mujeriego por la suavidad de su trago, aunque detrás de ello se encuentre un vino de importante graduación alcohólica.